# 贝多芬晚期弦乐四重奏

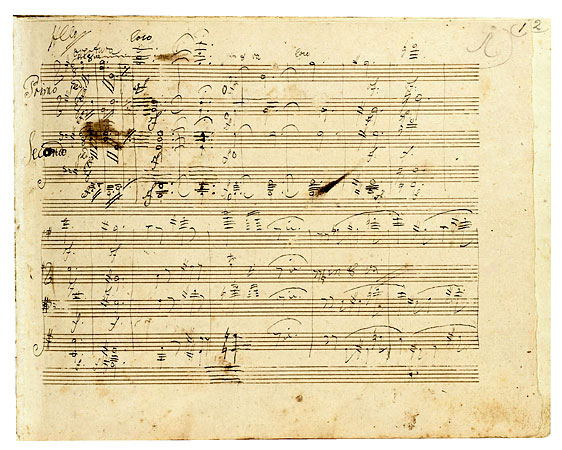
贝多芬自己改编的钢琴四手联弹版大赋格手稿

贝多芬晚期弦乐四重奏通常指贝多芬的以下6部弦乐四重奏作品：
- 作品127: 降E大调第12号弦乐四重奏（1825）
- 作品130: 降B大调第13号弦乐四重奏（1825）
- 作品131: 升c小调第14号弦乐四重奏（1826）
- 作品132: a小调第15号弦乐四重奏（1825）
- 作品133: 降B大调大赋格（1826），原作品130之终曲
- 作品135: F大调第16号弦乐四重奏（1826）

这六部作品是贝多芬一生最后的作品，形式复杂、内涵深邃，在当时过于超前，因此没有受到评论家和听众的赏识。但现在人们普遍认为，这些作品是他在弦乐四重奏这一体裁下的最伟大成就，甚至是历史上所有音乐作品中之佼佼者。斯特拉文斯基认为大赋格可谓是“最伟大的音乐”，并称“这绝对是首当代音乐，而且永远都会是当代”。瓦格纳称作品131号的首乐章表达了自己“所知道的最悲伤的情感”。